# M.Chandargi, Ramdurg
M.Chandargi là một làng thuộc tehsil Ramdurg, huyện Belgaum, bang Karnataka, Ấn Độ.